# 하나생명보험
하나생명보험은 하나금융그룹이 운영하는 대한민국의 보험회사이다.